# Герой Киргизької Республіки
Герой Киргизької Республіки (кирг. Кыргыз Республикасынын Баатыры) — найвища відзнака Киргизької Республіки, що була започаткована 16 квітня 1996 року відповідно до закону «Про започаткування державних нагород Киргизької Республіки».

## Статут
Звання Героя Киргизької Республіки надається громадянам за виняткові заслуги перед державою й народом, здійснення геройського подвигу в ім'я свободи й незалежності Киргизстану. Звання вручає Президент Киргизстану тільки один раз. Особі, якій надано звання Героя Киргизької Республіки, вручається особливий знак «Ак-Шумкар».
Матерям, чиї діти отримали звання, вручається орден «Матері-героїні».

## «Ак-Шумкар»
Особливий знак «Ак-Шумкар» виготовляється із золота та симетричною зіркою, що складається з восьми променів верхнього рівня, що утворюють коло діаметром 40 мм, і шістнадцяти променів нижнього рівня, що утворюють коло діаметром 30 мм. Центральний диск зірки оточений рельєфним срібним лавровим вінком. У центрі диску розташовано виготовлене зі срібла накладне рельєфне зображення священного «Ак-Шумкара».
Колодка виконується в формі тумару (стародавній киргизький талісман трикутної форми), де на полі червоної емалі розміщено рельєфний малюнок шанирака.

## Список
| Ім'я                | Фото | Дата надання             | Формулювання |
| ------------------- | ---- | ------------------------ | --- |
| Чингіз Айтматов     |      | 4 лютого 1997            | За видатний внесок до скарбниці національної культури, широку популяризацію духовних цінностей киргизького народу на міжнародній арені, активну суспільну діяльність                        |
| Тургунбай Садиков   |      | 4 лютого 1997            | За видатний внесок у розвиток монументального мистецтва, заснування національної школи скульпторів й активну суспільну діяльність                                                           |
| Тугельбай Сидибеков |      | 4 лютого 1997            | За видатний внесок до скарбниці духовної культури киргизького народу, високу громадянську позицію в творчій та суспільній діяльності                                                        |
| Саліжан Шаріпов     |      | 3 лютого 1998            | За особисту мужність і патріотизм під час освоєння космічного простору |
| Турдакун Усубалієв  |      | 14 жовтня 1999           | |
| Сабіра Кумушалієва  |      | 22 серпня 2000           | |
| Курманбек Ариков    |      | 22 серпня 2002           | За будівництво Наринського каскаду ГЕС |
| Акбарали Кабаєв     |      | 22 серпня 2002           | За будівництво Наринського каскаду ГЕС |
| Асанхан Джумахматов |      | 26 січня 2003            | |
| Мамбет Мамакеєв     |      | 24 листопада 2004        | |
| Абсамат Масалієв    |      | 25 червня 2005 посмертно | |
| Суйунбай Ералієв    |      | 31 жовтня 2006           | |
| Сооронбай Жусуєв    |      | 16 лютого 2007           | |
| Тологон Касимбеков  |      | 16 лютого 2007           | |
| Ернст Акрамов       |      | 20 листопада 2009        | |
| Кулійпа Кондучалова |      | 18 вересня 2010          | |
| Дооронбек Садирбаєв |      | 27 жовтня 2010 посмертно | |
| Ісхак Раззаков      |      | 29 грудня 2010 посмертно | За особливі заслуги перед державою та народом Киргизстану, а також враховуючи, що його заслуги не були оцінені свого часу                                                                   |
| Алісбек Алимкулов   |      | 28 серпня 2011           | За участь у подіях Киргизької революції 2010 року |
| Бексултан Жакієв    |      | 28 серпня 2011           | За видатний внесок у духовну культуру киргизького народу, високу громадянську позицію в творчій та суспільній діяльності                                                                    |
| Міталіп Мамитов     |      | 28 серпня 2011           | |
| Таштанбек Акматов   |      | 12 березня 2013          | За великий внесок у розвиток Киргизької Республіки, видатний приклад невпинної праці на благо країни                                                                                        |
| Жусуп Мамай         |      | 30 травня 2014           | За виняткові особисті заслуги у справі збереження великого епосу «Манас» та інших епічних творів, а також видатний внесок у збагачення історичної та культурної спадщини народу Киргизстану |
| Алмазбек Атамбаєв   |      | 27 листопада 2017        | |